# Николаус Йозеф фон Жакен
Николаус Йозеф Фрайхер фон Жакен (на нидерландски: Nikolaus Joseph Freiherr von Jacquin) е холандски ботаник, геолог, зоолог и химик, работил през по-голямата част от живота си в Австрия.

## Биография
Роден е на 16 февруари 1727 година в Лайден, Съединени провинции. Учи в родния си град, а след това в Париж и Виена. От 1755 до 1759 г. пътува по поръчение на император Франц I в Централна Америка и Антилските острови, където събира голямо количество образци на растения, животни и минерали за сбирката на двореца Шьонбрун. През 1762 г. става професор по минералогия и минно дело в Минната академия в Шемниц (днес Банска Щявница). От 1768 г. е професор по ботаника и химия и директор на ботаническата градина на Виенския университет.
Умира на 26 октомври 1817 година във Виена на 90-годишна възраст.